# Necromys lactens
Necromys lactens és una espècie de mamífer rosegador de la família dels cricètids. Viu a altituds d'entre 2.000 i 4.000 msnm a l'Argentina i Bolívia. Els seus hàbitats naturals són la puna i les valls seques dels vessants orientals dels Andes. És una espècie en risc mínim, és a dir, no sembla que hi hagi cap amenaça significativa per a la seva supervivència. El seu nom específic, lactens, significa ‘lletós’ en llatí.